# Hexatoma (Eriocera) pieliana
Hexatoma (Eriocera) pieliana is een tweevleugelige uit de familie steltmuggen (Limoniidae). De soort komt voor in het Palearctisch gebied.